# 石桥镇站
石桥镇站是一个成渝线上的铁路车站，位于四川省简阳市石桥镇，建于1952年，目前为四等站，邮政编码为641401。目前客运：办理旅客乘降；不办理行李、包裹托运；货运：办理整车、零担货物发到；不办理整车爆炸品及整车一级氧化剂发到；不办理罐装危险货物到达。